# The Shanghai Man
The Shanghai Man è un cortometraggio muto del 1914 diretto da Theodore Wharton.

## Produzione
Venne girato a Ithaca, nello stato di New York.

## Distribuzione
Ill film uscì nelle sale cinematografiche USA nel 1914.